# Marlon de Souza Lopes
Marlon de Souza Lopes (sinh ngày 5 tháng 9 năm 1976) là một cầu thủ bóng đá người Brasil.

## Sự nghiệp câu lạc bộ
Marlon de Souza Lopes đã từng chơi cho Kawasaki Frontale.

## Thống kê câu lạc bộ

### J.League
| Đội               | Năm       | J.League | J.League | J.League Cup | J.League Cup | Tổng cộng | Tổng cộng |
| Đội               | Năm       | Trận     | Bàn      | Trận         | Bàn          | Trận      | Bàn       |
| ----------------- | --------- | -------- | -------- | ------------ | ------------ | --------- | --------- |
| Kawasaki Frontale | 2002      | 23       | 12       | -            | -            | 23        | 12        |
| Tổng cộng         | Tổng cộng | 23       | 12       | -            | -            | 23        | 12        |